# Marie Hållander
Marie Hållander, född den 31 december 1981 i Dalstorp i Tranemo kommun, är en svensk författare, poet och pedagog.

## Biografi
Marie Hållander är uppvuxen i ett arbetarhem i Dalstorp. Hon har bland annat arbetat som kallskänka, som vårdbiträde i hemtjänsten och som lärare. Efter studier vid Göteborgs och Stockholms universitet disputerade hon med en avhandling inom pedagogisk filosofi. Hon är bosatt i Stockholm och arbetar som lektor i pedagogik vid Södertörns högskola. Hon är programproducent för den litterära scenen Sjuhärad text.
Hennes tvillingsyster Frida Hållander är konsthantverkare och har disputerat inom konstnärlig forskning.

## Författarskap

### Skönlitteratur
Hållander debuterade 2013 med Tjänster i hemmet, en prosalyrisk berättelse som bygger på erfarenhet från arbetet som timvikarie i hemtjänsten i Kortedala i Göteborg. I recensionerna omnämns träffsäkerhet och igenkännbarhet, sinnlighet och ömhet. Krass verklighetsskildring blandas med poesi. Resencenten Lotta Olsson har i DN beskrivit boken som "ibland otäckt närgånget, om de sjuka och gamla som hemtjänsten kommer till. En omöjlig krock mellan pressad personal och dem som behöver omsorg och lugn. Det blir ett upprörande vittnesmål om hur lite man egentligen får när man inte längre kan ta hand om sig själv". Marie Pettersson skrev i HD: "... skildringen är brutalt naken – både faktiskt och känslomässigt ... de vårdtagande lever i ett nedmonterat folkhem där pressen på vårdbiträdena är hård som sten, och den här boken väller över, både av kärlek till det tunga arbetet och av frustration över allt som inte hinns med. I Hållanders språk får både arbetet som sådant och de äldre fler nyanser än i tusen debattprogram, nyhetsinslag eller politiska utspel om äldreomsorgen".
I Ibland när jag nästan har vaknat intervjuar författaren elever, föräldrar och musiklärare vid orkesterskolan El Sistema i Södertälje till bilder av Tina Axelsson. Barn och unga inspireras där att delta i orkesterverksamhet och deras upplevelse dokumenteras.
Stubbrötter är en lyrisk uppgörelse med den urbana synen på landsbygden och dess invånare. I SvD har den beskrivits som "en bild av bondvischan som projektionsyta för foträta romantiker i fluffiga frisyrer som flyttar ut för att bli självförsörjande och känna lugnet".
Hållander har publicerat dikter i olika antologier samt ett antal essäer, bland annat för Dagens Arena och OBS i SR P1.

### Forskning
Hållanders magisteruppsats från 2010 har titeln Etiken och det heliga – En studie av relationen mellan etiken och det heliga i Giorgio Agambens och Emmanuel Levinas filosofier (Göteborgs universitet).
Hållander disputerade 2016 vid Stockholms universitet, inom pedagogisk filosofi och med avhandlingen Det omöjliga vittnandet: Om vittnesmålets pedagogiska möjligheter. Den har även getts ut som bok. Avhandlingen handlar om vittnesmålet och vittnandet och dess relation till undervisning och pedagogik. Den visar bland annat känslornas roll för en undervisning som försöker rätta det orätta, där känslorna kan vara en del av att bli förändrad, men också kan stå i vägen för ett sådant handlande.
Kristina Lindquist skriver i DN: "Hennes avhandling undersöker vittnesmålets praktik och potential. Med utgångspunkt hos bland andra den italienska filosofen Giorgio Agamben diskuterar Hållander hur den som kliver fram och vittnar per definition inte kan bära ett vittnesmål som motsvarar brottets hela magnitud. Det djupaste vittnesmålet bor nämligen hos dem som gick under – och vars tysta öden ekar genom historien".

### Essäer
- 2018 – "Horace Engdahl talar med kluven tunga om kvinnornas vittnesmål", Dagens Arena[12]
- 2020 – "Skolans roll i samhället", Dagens Arena[13]
- 2021 – "Aldrig mer det vardagliga", Dagens Arena[14]
- 2022 – OBS!-essä: "Är det dags att uppvärdera skammen?", SR P1[15]
- 2024 – OBS!-essä: "Demokratin mår bra av sexuella lekar", SR P1[16]

### Antologier
- 2018 – Jörgensdotter Anna, Johansson Henrik författare, red. Jag har tänkt mycket på oss och våra utmattade kroppar: en antologi. [Mölltorp]: Föreningen Arbetarskrivare. ISBN 9789198183023